# La Ferté-Loupière
La Ferté-Loupière este o comună în departamentul Yonne, Franța. În 2009 avea o populație de 588 de locuitori.

## Evoluția populației
| An        | 1975 | 1982 | 1990 | 1999 | 2006 | 2009 |
| --------- | ---- | ---- | ---- | ---- | ---- | ---- |
| Populație | 602  | 630  | 540  | 561  | 572  | 588  |